# Fantasma d'amore (Neil Simon)
Fantasma d'amore (Rose's Dilemma) è una commedia di Neil Simon del 2003.
È stata rappresentata per la prima volta con questo titolo al Manhattan Theatre Club il 20 novembre 2003, per la regia di Lynn Meadow. In realtà era già stata portata in scena alcuni mesi prima, ma col titolo Rose and Walsh, a Los Angeles, con la regia di David Esbjornson, Len Cariou nel ruolo di Walsh e Jane Alexander in quello di Rose.
Nel 2006 è stato rappresentato per la prima volta in italiano, per la regia di Pino Strabioli, con Anna Mazzamauro e Michele Gammino nei ruoli principali. Si trattava della prima europea, oltre che italiana.

## Trama
Dopo la morte del marito Walsh McLaren, la scrittrice Rose Steiner ha deciso di vivere isolata nella sua casa al mare. Lì riceve le visite del fantasma di Walsh, in vita scrittore anche lui, che le suggerisce di completare un manoscritto, che non era riuscito a finire prima di morire. In questo sarà aiutata dal giovane scrittore Gavin Clancy e dalla figlia ed assistente Arlene. Tra i due giovani nascerà una storia d'amore.